# 佐敷站
佐敷站（日语：〔〕／ Sashiki eki */?）是位於熊本縣葦北郡蘆北町，屬於肥薩橙鐵道線的鐵路車站。此站是蘆北町的中心車站，在鹿兒島本線時代為特急列車停車站。

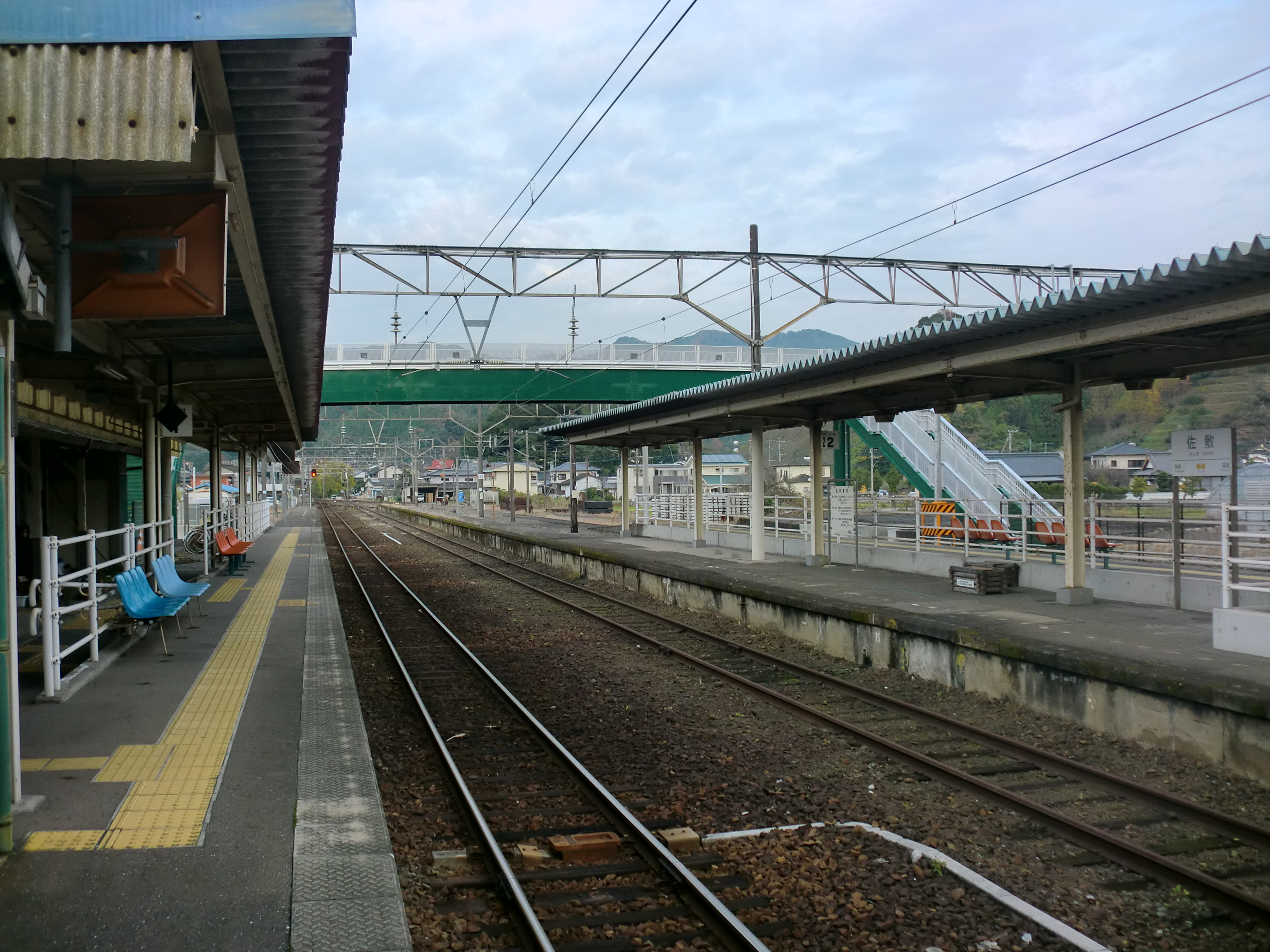
月台（2012年11月）

## 車站構造
本站為島式月台1面2線和相對式月台1面1線的地上車站與有人站。

### 月台配置
| 月台 | 路線          | 方向 | 目的地   |
| ---- | ------------- | ---- | -------- |
| 1    | ■肥薩橙鐵道線 | 上行 | 八代方向 |
| 1    | ■肥薩橙鐵道線 | 下行 | 水俁方向 |
| 2    | ■肥薩橙鐵道線 | 下行 | 水俁方向 |

## 車站附近
- 芦北町役場
- 芦北警署
- 芦北町立佐敷中學校
- 芦北養護學校

## 歷史
- 1925年4月15日 - 日本國有鐵道（國鐵）肥薩線的站啟用。
- 1927年10月17日 - 編入鹿兒島本線，成為鹿兒島本線的站。
- 1987年4月1日 - 伴隨國鐵分割民營化，車站由九州旅客鐵道（JR九州）營運。
- 2004年3月13日 - 九州新幹線鹿兒島中央站（當日由西鹿兒島站改名而成）至新八代站之間開業，使鹿兒島本線八代站至川內站之間的鐵路業務由肥薩橙鐵道繼承。

## 相鄰車站
肥薩橙鐵道
■肥薩橙鐵道線
■觀光列車「橙食堂」
■快速「超級橙」（只限週末假日運行）
日奈久溫泉（OR03）－佐敷（OR09）－水俁（OR13）
■普通
海浦（OR08）－佐敷（OR09）－湯浦（OR10）